# Onthophagus sunantaae
Onthophagus sunantaae là một loài bọ cánh cứng trong họ Bọ hung (Scarabaeidae).